# Martin Kober

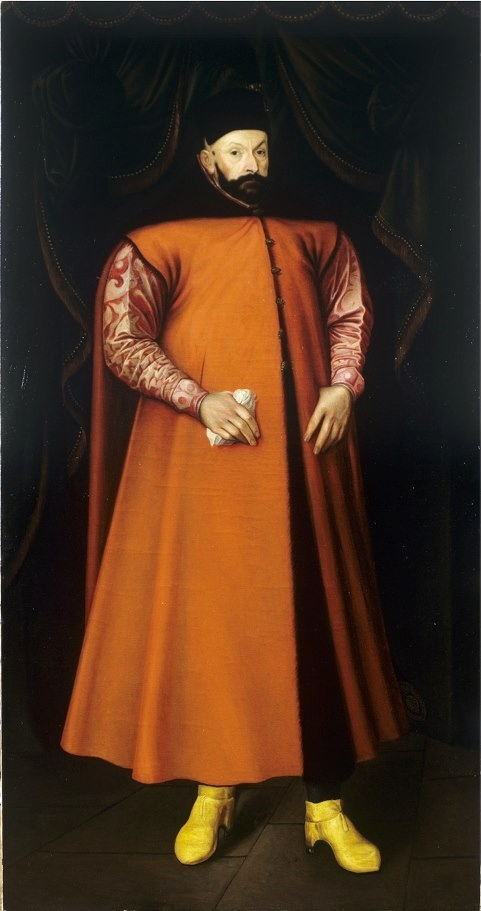
König Stephan Báthory; 1583

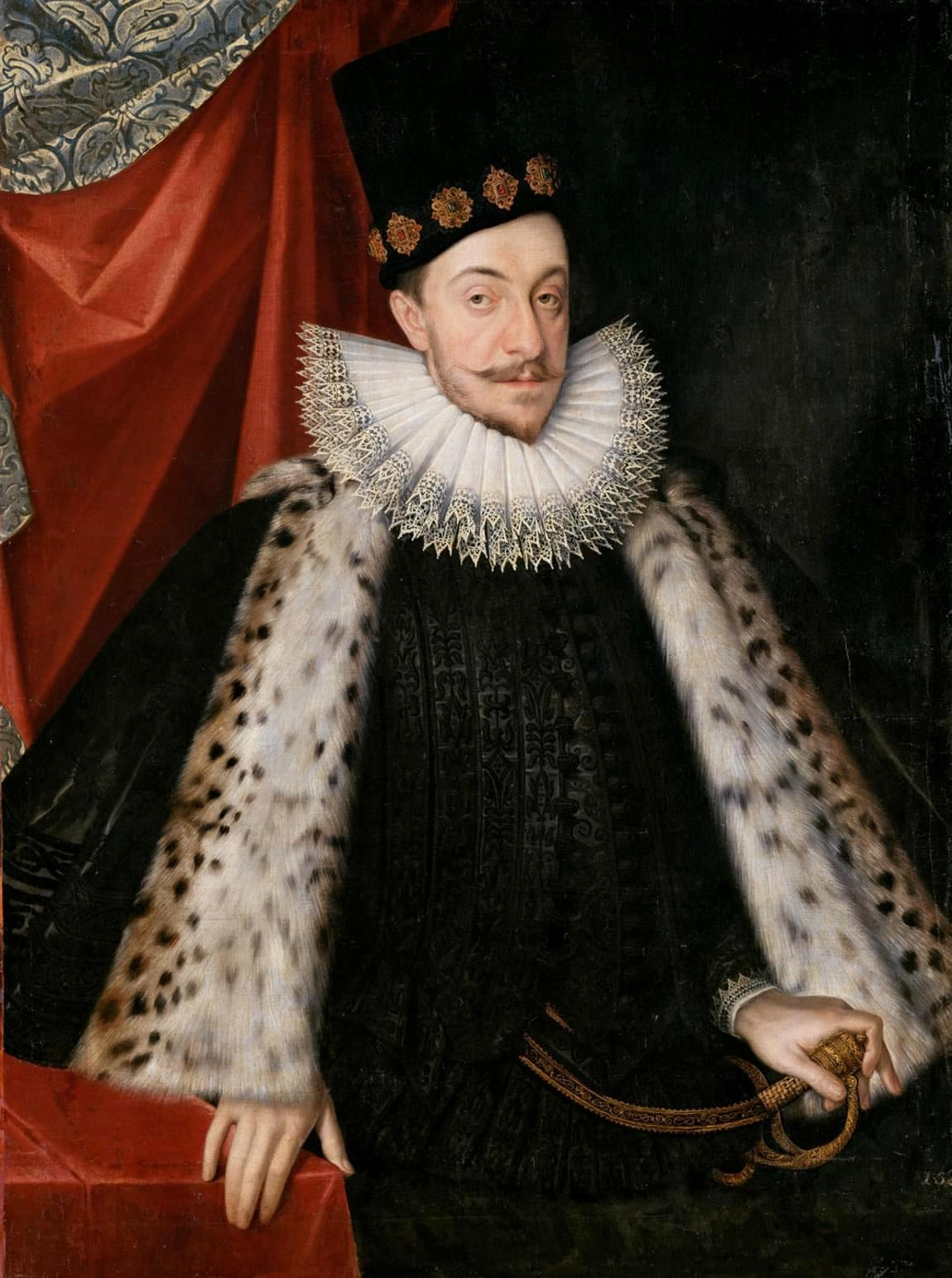
Sigismund III. von Polen; 1591

Martin Kober (auch Köber oder Köbner; polnisch Marcin Kober) (* 1550 in Breslau, Fürstentum Breslau; † vor 1609) war ein schlesischer Maler des Manierismus und des Frühbarocks, der am polnischen Königshof als Porträtmaler Bekanntheit erlangte.

## Leben und Werk
Nach Ende seiner Lehrzeit, die er zuletzt in Magdeburg verbrachte, ging Kober 1583 nach Polen, wo er Anstellung am Krakauer Königshof fand und zum Hofmaler des Königs Stephan Báthory aufstieg.
Im ersten Jahr seiner dortigen Tätigkeit schuf er das Porträt seines Auftraggebers König Stephan Báthory. Dieses Werk war zwar sein erstes für den polnischen König, es gilt aber als sein Hauptwerk und zeigt bereits den für Kober typischen Stil: Die naturalistische, ungeschönte Darstellung des Porträtierten sowie das Spiel der Hände, das sich vom statischen Körper löst.
Auch in der Folgezeit war Kober als Porträtmaler tätig. Nach dem Tode Báthorys 1586 kehrte Kober in seine Heimatstadt Breslau zurück, begab sich jedoch wegen Zunftstreitigkeiten aber bald nach Prag. Am Hofe Kaiser Rudolfs II. nahm er die Ideen des Manierismus auf, wurde 1587 vom Zunftzwang befreit und konnte dort frei arbeiten. Bereits 1590 kehrte er nach Krakau zurück, wo er wieder Hofmaler, diesmal des Königs Sigismund III. Wasa wurde. Bis auf seine kurze Tätigkeit am erzherzoglichen Hof zu Graz, war er bis zu seinem Tod als Hofmaler in Krakau tätig.
Martin Kober, dessen Werk unter Berücksichtigung der schlesischen bzw. deutschen Einflüsse seiner Lehrzeit zu sehen ist, war der erste Porträtmaler Polens und etablierte diese Gattung in der polnischen Malerei. Außerdem war er ein wichtiger Vertreter des Frühbarock. Sein Malstil fand in der Folgezeit viele Nachahmer.

## Auswahl seiner Werke
- Porträt des Königs Stephan Báthory (Krakau, Museum der Missionare), 1583
- Porträt des Königs Sigismund III. Wasa (Wien, Gemäldegalerie Kunsthistorisches Museum), 1591
- Porträt der Königin Anna Jagiellonica in Witwentracht (Krakau, Staatl. Kunstsammlungen auf dem Wawel), 1595
- Porträt der Königin Anna Jagiellonica in Witwentracht (Variante des obigen) (Warschau, Königsschloss), 1595
- Porträt der Königin Anna von Österreich, (München, Bayerische Staatsgemäldesammlungen)